# Attentat d'Abuja du 25 juin 2014
L'attentat d'Abuja est commis le 25 juin 2014 au cours de l'insurrection djihadiste au Nigeria.

## Déroulement
Le 25 juin 2014, un attentat est commis dans un centre commercial d'Abuja, la capitale nigériane. L'attaque a lieu vers 16 heures, une heure avant le début du match de coupe du monde de football opposant le Nigeria et l'Argentine, soit à un moment « de forte activité commerciale » selon Manzo Ezekiel, porte-parole de l'Agence nationale de gestion des situations d'urgence (NEMA).
D'après le quotidien nigérian le Vanguard, des dizaines de commerçants et clients restent coincés dans le centre commercial en flamme plusieurs heures après l'attaque. Cependant selon le porte-parole de la NEMA, toutes les victimes ont été secourues et transportées hors des lieux après l'attentat,.
Selon des témoins, la bombe aurait été placée dans une voiture Volkswagen Golf rouge, garée entre les places Emab et Banex, et son propriétaire se serait enfui peu avant l'explosion. Le porte-parole de la police, Frank Mba, annonce qu'un suspect a été arrêté après l'attaque.
Selon le bilan dressé le jour même par la police nigériane, l'attentat a tué 21 personnes et fait 17 blessés. Les victimes font partie de l'ethnie Igbo, majoritairement chrétienne. Le bilan passe ensuite à 22 morts.
L'attaque est revendiquée par Abubakar Shekau, le chef de Boko Haram, dans une vidéo diffusée le 13 juillet.